# PCDHA6
PCDHA6‏ (Protocadherin alpha 6) هوَ بروتين يُشَفر بواسطة جين PCDHA6 في الإنسان.